# Sherdils
«Шердилс» (урду ﺸﻴر دﻋﻝ‎, англ. Sherdils) — авиационная пилотажная группа ВВС Пакистана. Летает на учебно-тренировочных самолётах Hongdu JL-8 китайского производства. Авиагруппа была официально сформирована 17 августа 1972 года и до 2010 года летала на учебных самолётах Cessna T-37 Tweet